# Iodure de chrome(III)
Pour les articles homonymes, voir Iodure de chrome.
L'iodure de chrome(III) ou triiodure de chrome est un composé inorganique de formule CrI3.  Il se présente sous la forme d'un solide noir isomorphe du chlorure de chrome(III) et est utilisé pour la synthèse d'autres composés du chrome.

## Synthèse
CrI3 peut être synthétisé par réaction à chaud entre le diiode et le chrome pulvérulent :
2 Cr + 3 I2 → 2 CrI3.

## Réactions
CrI3 ne réagit pas avec l'humidité ambiante ou le dioxygène à 25 °C. Il réagit avec le dioxygène à haute température en s'oxydant et libérant du diiode. Sous atmosphère inerte ou vide, il se décompose par chauffage en iodure de chrome(II) et diiode.

## Propriétés
L'iodure de chrome(III) monocouche est ferromagnétique avec une température de Curie de 45 K (contre 61 K pour CrI3 massif). CrI3 bicouche présente un caractère antiferromagnétique quand CrI3 tricouche est ferromagnétique.